# Какой дед, такой и внук
«Какой дед, такой и внук» (серб. Какав деда такав унук, он же Lude Godine 4) — югославская комедия режиссёра Зорана Чалича, премьера которой состоялась в начале 1983 года и представляет собой четвертую часть цикла «Безумные годы». Сценарий написали Зоран Чалич и Йован Маркович. Певица Зорица Брунклик была гостьей фильма и исполнила свой хит «A tebe nema».
Хотя сюжет фильма был сдвинут почти на 10 лет, вышел фильм через два года после предыдущего продолжения серии фильмов. Это первый фильм в серии, вышедший на телевидении, а не в кинотеатрах.

## Сюжет
Дедушка Жика и дедушка Милан спорят, кто будет больше времени проводить с пятилетним внуком Мишей. Хотя Миша живет с родителями у дедушки Милана, Жика всячески пытается научить Мишу жизни в баре и своему ремеслу. А Милан отдает внука на уроки скрипки и английского языка. Возникает ряд интересных ситуаций.

## В ролях
- Драгомир Боянич Гидра — Жика Павлович
- Марко Тодорович — Милан Тодорович
- Риалда Кадрич — Мария
- Владимир Петрович — Боба
- Елена Жигон — Елена
- Весна Чипчич — Эльза
- Михайло Евтич — Миша
- Лиляна Янкович — Вука
- Нада Войинович — Учитель
- Милан Срдоч — Мига
- Боривое Бора Стоянович — Врач
- Велимир Бата Живойнович — Доктор Неделькович
- Дивна Джокович — жена Недельковича
- Гордана Йошич Гаин
- Радмила Гутеша
- Минья Стевович
- Душанка Северди
- Ратомир Пешич
- Милутин Савич
- Страхиня Моич
- Зорица Брунклик — Певица в «Zlatni burencet»

### Команда участвовавшая в создании фильма
- Сценарий: Зоран Чалич, Йован Маркович
- Музыка: Дмитрий Микан Обрадович
- Оператор: Божидар Николич
- Сценография: Предраг Николич
- Эскиз костюма: Вера Стоянович
- Монтаж: Елена Бьеняш, Воислав Беньяш

## Критика
Фильм «Какой дед, такой и внук» получил неоднозначный и положительный приём критиков, похвалившие сценарий, актёрскую игру и декорации, однако критиковавшие сюжет и юмор. На сайте IMDb фильм получил в целом высокий рейтинг в 7.3/10. В СССР фильм пользовался достаточно низкой популярностью, а на родине четвёртый фильм в целом приняли хорошо.

## Продолжение
«Как придёт, так и уйдёт» — пятая часть обширной серии фильмов «Безумные годы». Премьера состоялась на телевидении 22 ноября 1983 года.